# 전일중학교 (서울)
전일중학교(典一中學校)는 대한민국 서울특별시 동대문구 전농동에 있는 공립 중학교이다.

## 학교 연혁
- 1973년 6월 11일 : 학교 설립 인가(전농여자중학교)
- 1973년 9월 1일 : 초대 전우창 교장 부임
- 1973년 10월 2일 : 교실 20실 부속건물(관리동, 창고, 화장실) 완공
- 1974년 3월 4일 : 개교 및 입학식 거행(12학급 편성)
- 1977년 2월 8일 : 제1회 졸업식 거행(졸업생 784명)
- 1977년 6월 13일 : 정구장 완공
- 1986년 3월 2일 : 특수학급 편성(1학급)
- 2001년 3월 1일 : 전일중학교로 교명 변경
- 2022년 12월 30일 : 제47회 졸업식 138명 졸업(총 졸업생 23,854명)
- 2023년 3월 1일 : 제14대 박상화 교장 부임
- 2023년 3월 2일 : 제50회 입학식(5학급 117명 입학)

## 참고 자료
- 전일중학교 - 한국교육학술정보원 학교알리미